# Colònia de Guinea Francesa

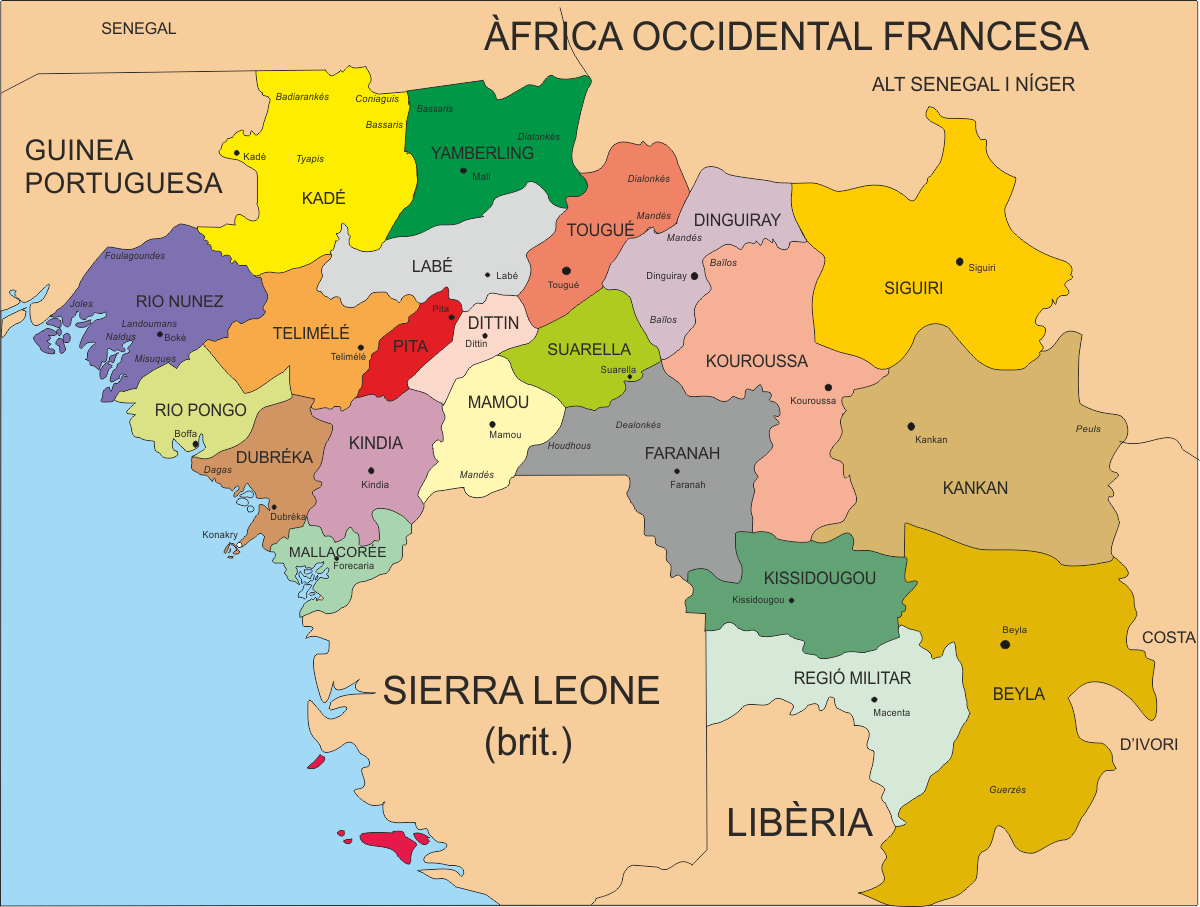
Mapa dels cercles (divisions administratives) de Guinea el 1911

La colònia de Guinea Francesa fou una entitat colonial francesa creada el 19 de març de 1893 amb el que fins aleshores era la colònia dels Rius del Sud. El decret de l'1 d'agost de 1893 establia una dependència de la colònia del govern del Senegal, però se li concedia autonomia financera. El 16 de juny de 1895 fou integrada en l'Àfrica Occidental Francesa com a colònia de ple dret. El 1896 les forces franceses van derrotar el darrer almamy de Futa Djalon, Bokar Biro Barry a la batalla de Porekada, i vuit de les seves províncies territoris foren declarades independents sota protectorat francès i van passar a formar part de Guinea i poc després convertides en cercles colonials; les tres restants (Timbo, Buria i Kalen) van quedar com a territori d'un almamy sense cap poder (fins a 1912); tant l'almamy com els caps provincials fulbes van restar com autoritats tradicionals durant el període colonial (però foren suprimits pel consell de govern en virtut de la llei quadre a l'estiu de 1957). El 1898 Samori Turé fou capturat per la columna Gourard i deportat al Gabon on va morir dos anys després.
El 1899 es va suprimir la colònia del Sudan Francès i sis cercles foren integrats a la colònia de Guinea (Dinguiray, Siguiri, Kouroussa, Kankan, Kissidougou i Beylas) i quan el Sudan Francès fou recreat amb un altre nom (Senegàmbia i Níger el 1902 i Alt Senegal i Níger el 1904) aquests cercles van restar part de Guinea. En 1904, per l'Entente Cordiale, les Illes de Los (part de l'actual Guinea) van quedar incorporades a la Colònia de Guinea Francesa.
El 1921 tenia 1.875.996 habitants dels quals 1.357 eren europeus.
Del 16 de juny de 1940 al novembre de 1942 la colònia fou lleial al govern de Vichy, i després va passar a la França Lliure; el 13 d'octubre de 1946 fou declarada Territori Francès d'Ultramar.
Era territori d'Ultramar quan, a proposta del cap nacionalista Sekou Touré, va votar «no» al referèndum proposat per França per avançar limitadament en l'autogovern, optant doncs per assolir la independència completa (28 de setembre de 1958) que es va proclamar tot seguit el 2 d'octubre de 1958.

## Sotsgovernadors
- Noël Eugène Ballay 1893 - 1900 (abans de la colònia de Rius del Sud)
  - Paul Jean François Cousturier (suplent de Ballay) 1895 - 1896 i 1898 - 1900
- Paul Jean François Cousturier 1900 - 1904
- 1904 - 1906 Antoine Marie Auguste Frézouls (interí, confirmat l'octubre de 1904)
- 1906 - 1907 Jules Louis Richard (interí)
- 1907 Joost van Vollenhouven (interí)
- 1907 - 1908 Georges Virgile Poulet (interí)
- 1908 - 1910 Victor Théophile Liotard
- 1910 Georges Virgile Poulet (interí, segona vegada)
- 1910 - 1912 Camille Lucien Xavier Guy
- 1912 - 1913 Jean Louis Georges Poiret (interí)
- 1913 - 1915 Jean Jules Émile Peuvergne
- 1915 - 1929 Jean Louis Georges Poiret ((interí fins a 1916, segona vegada)
  - 1919 - 1920 Fernand Marie Joseph (suplent de Poiret)
  - 1922 Jules Joseph Vidal (suplent de Poiret)
  - 1925 Robert Paul Marie Simon (suplent de Poiret)
  - 1927 - 1928 Antoine Palade (suplent de Poiret)
  - 1928 Jean Claude Maurice Tissier (suplent de Poiret)
- 1929 - 1931 Louis Jean François Antonin (interí)
- 1931 - 1932 Robert Paul Marie de Guise
- 1932 - 1936 Joseph Zébédée Olivier Vadier
  - 1933 - 1933 Antoine Palade (suplent de Vadier, segona vegada)
- 1935 Louis Placide Blacher (suplent de Vadier)

## Governadors
- 1936 - 1940 Louis Placide Blacher (interí fins a novembre de 1936)
  - 1937 - 1938 Pierre Tap (suplent de Blacher)
  - 1939 Félix Nicolas Constant Martine (suplent de Blacher)
- 1940 -1942 Antoine Félix Giacobbi
- 1942 - 1944 Horace Valentin Crocicchia
- 1944 - 1946 Jacques Georges Fourneau (interí)
- 1946 - 1948 Édouard Louis Terrac (interí)
- 1948 - 1951 Roland Pré
- 1951 - 1953 Paul Henri Siriex
- 1953 - 1955 Jean Paul Parisot (interí confirmat el desembre de 1953)
- 1955 - 1956 Charles-Henri Bonfils
- 1956 - 1958 Jean Paul Ramadier
- 1958 Jean Mauberna (interí)